# دماغه دژنف

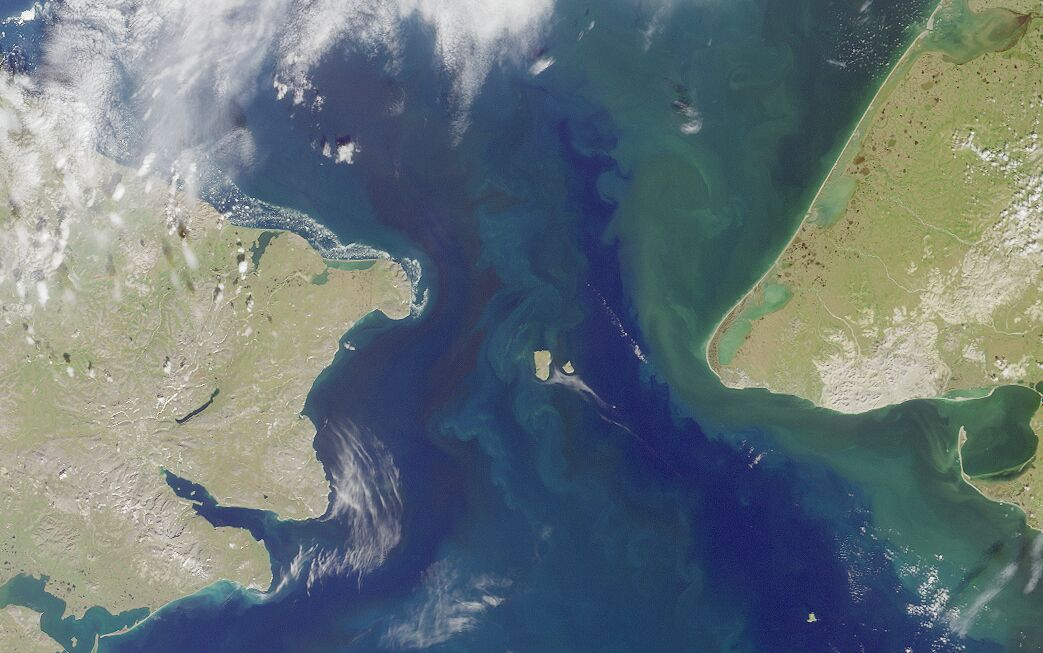
تصویر ماهواره‌ای از تنگه برینگ و دماغه دژنف در سمت چپ عکس واقع شده است.

دماغه دژنف (انگلیسی: Cape Dezhnev) نام یک دماغه در شبه‌جزیره چوکچی در ناحیه خودگردان چوکوتکا و در شرقی‌ترین نقطه سرزمین اصلی قاره آسیا است.این دماغه میان دریای چوکچی و تنگه برینگ واقع شده است و ۸۲ کیلومتر با دماغه شاهزاده ولز در آلاسکا فاصله دارد.

## نگارخانه

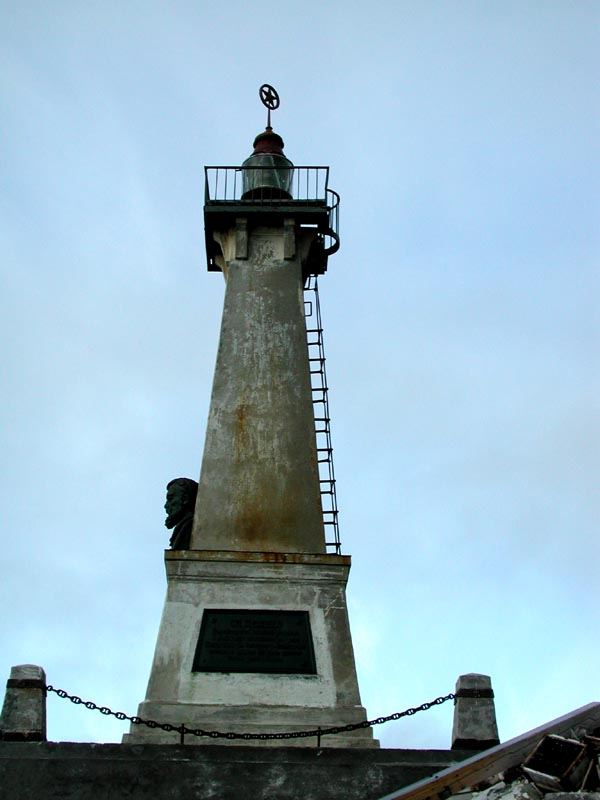
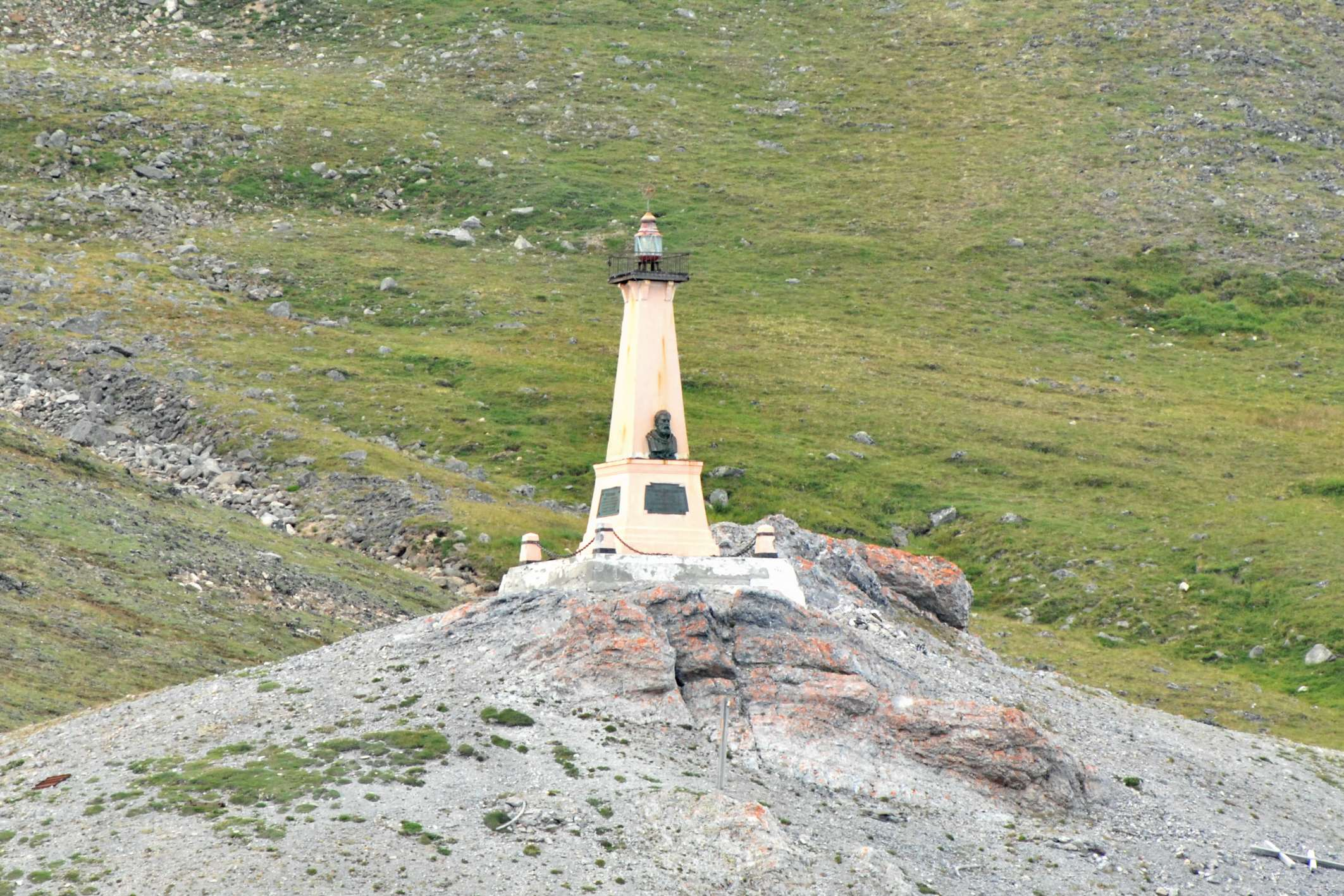
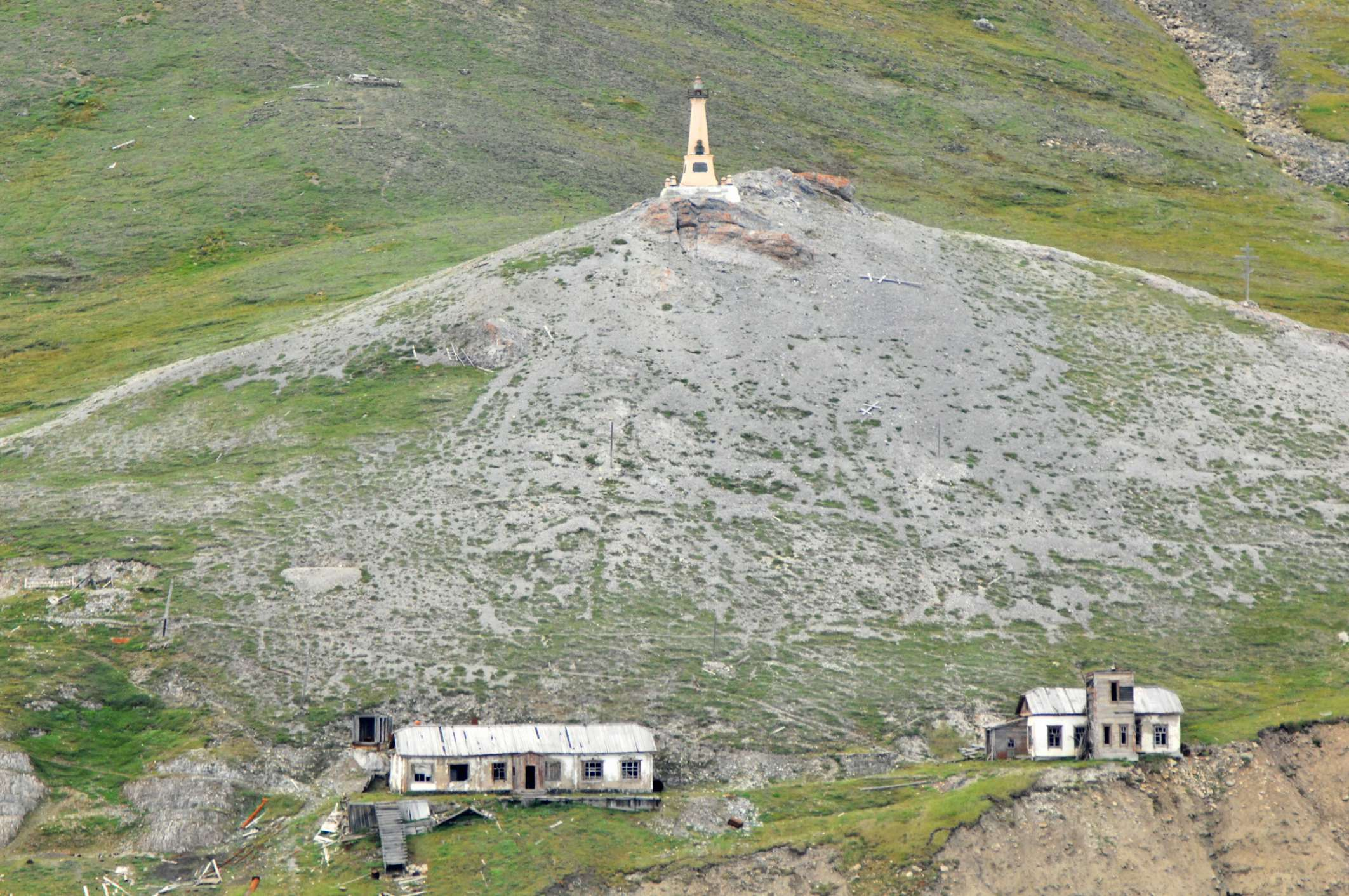
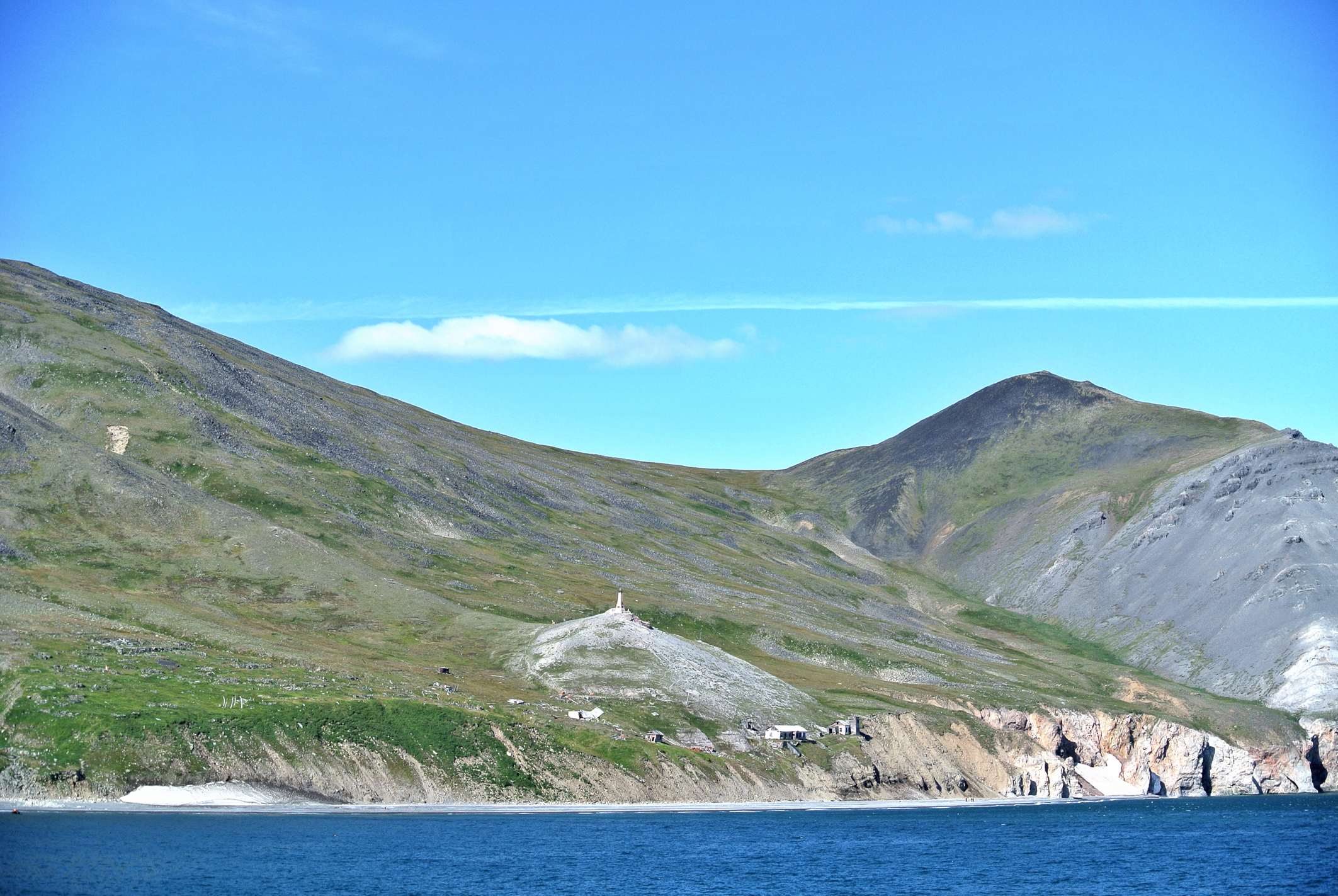
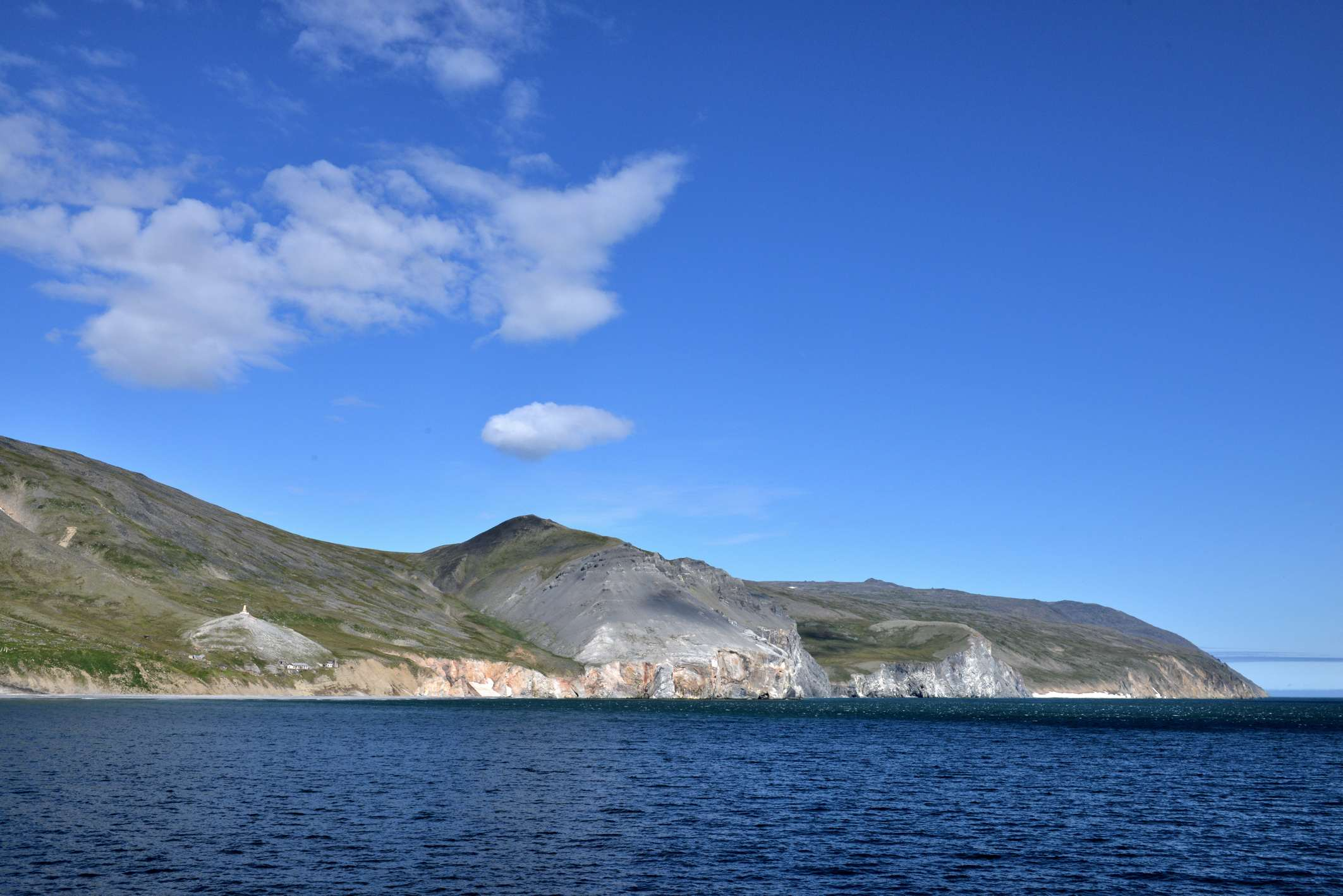
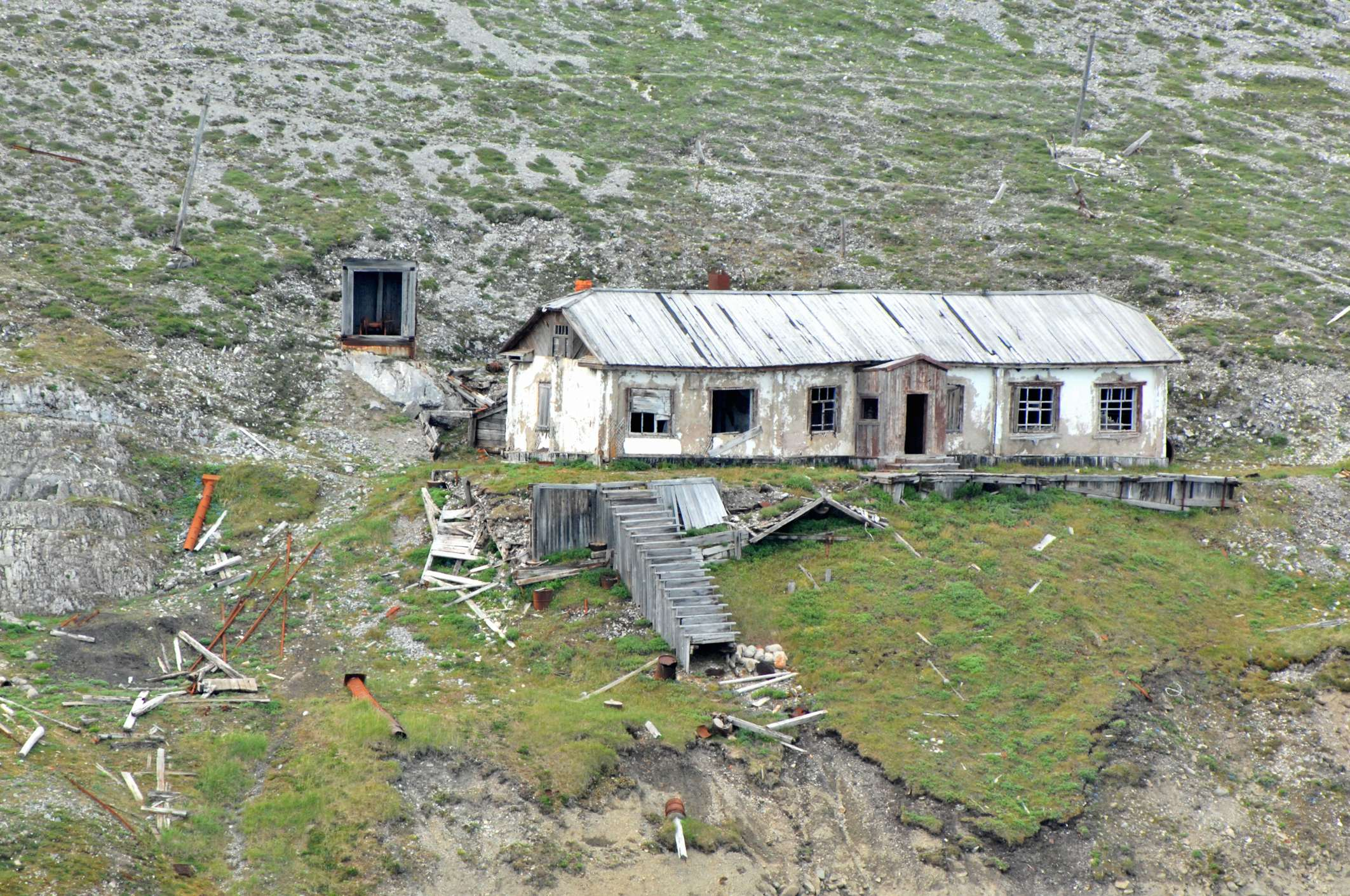
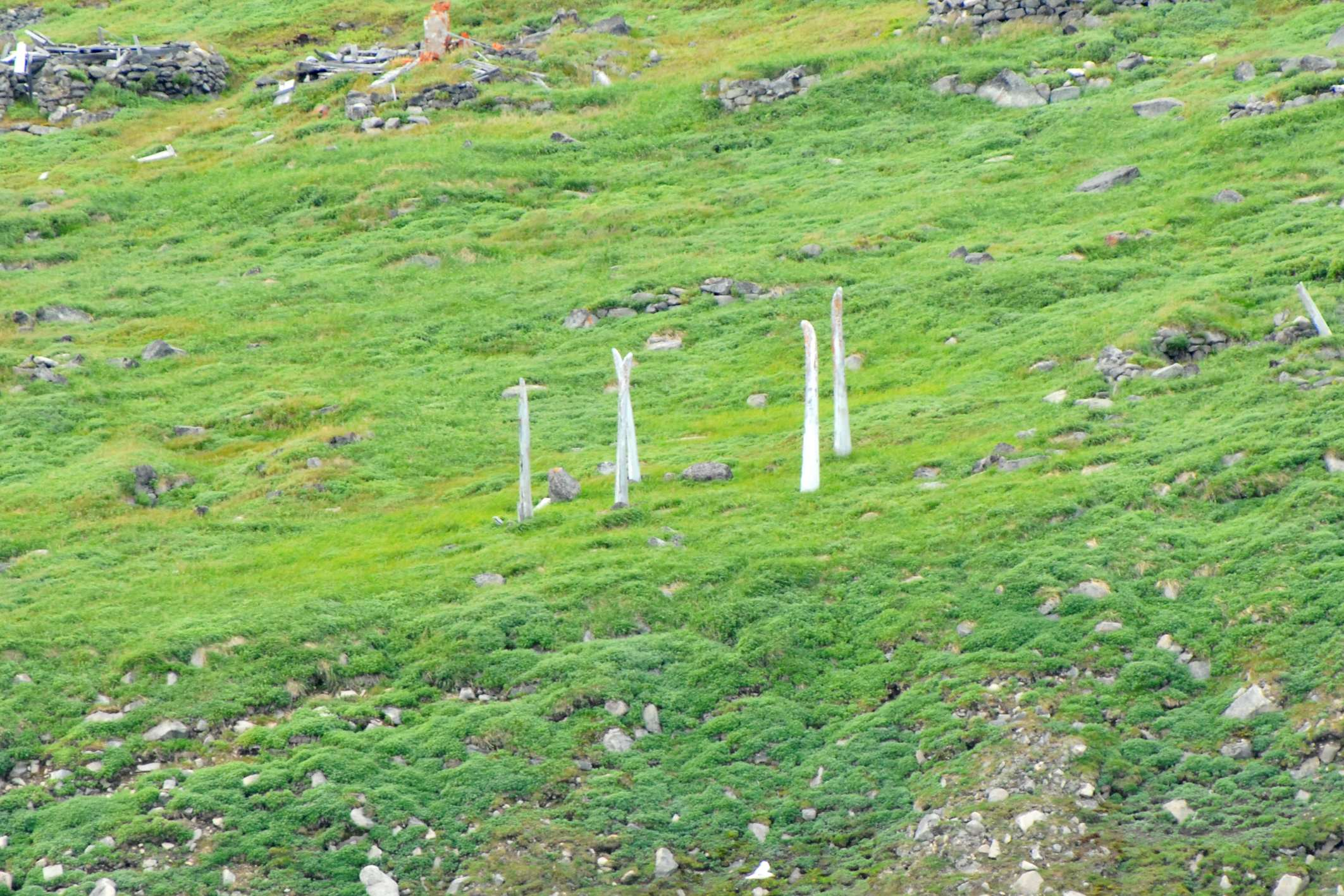
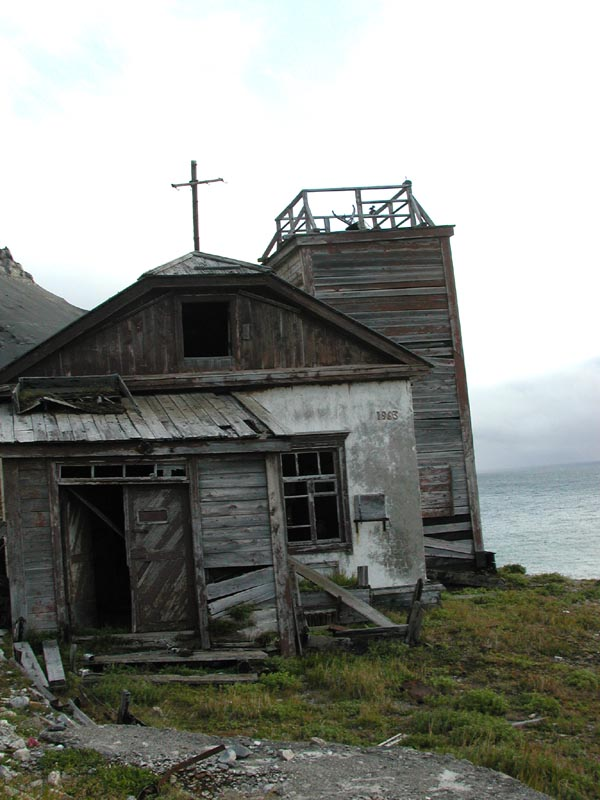
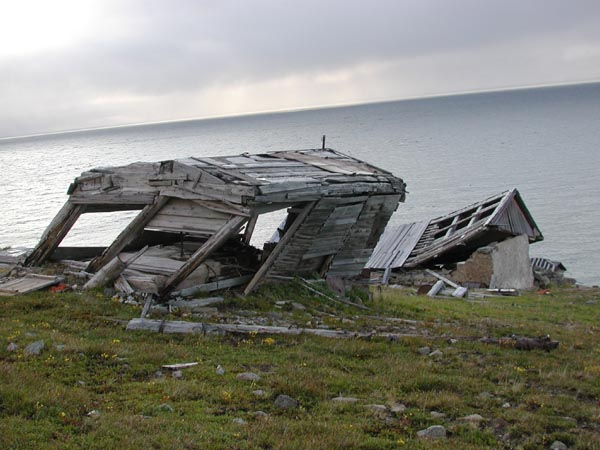
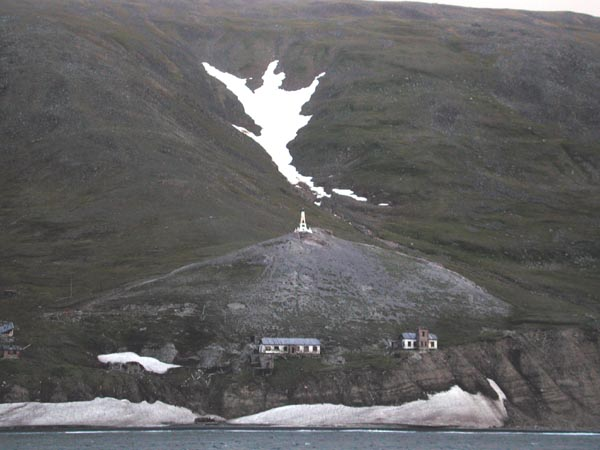
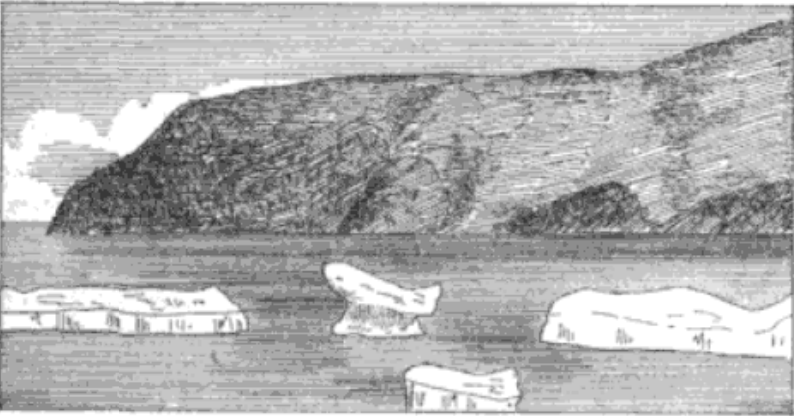
.
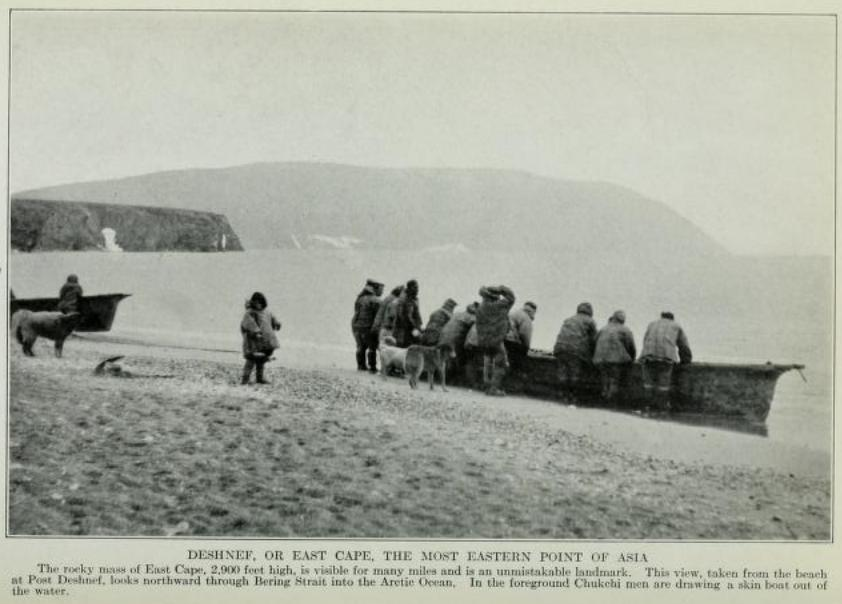
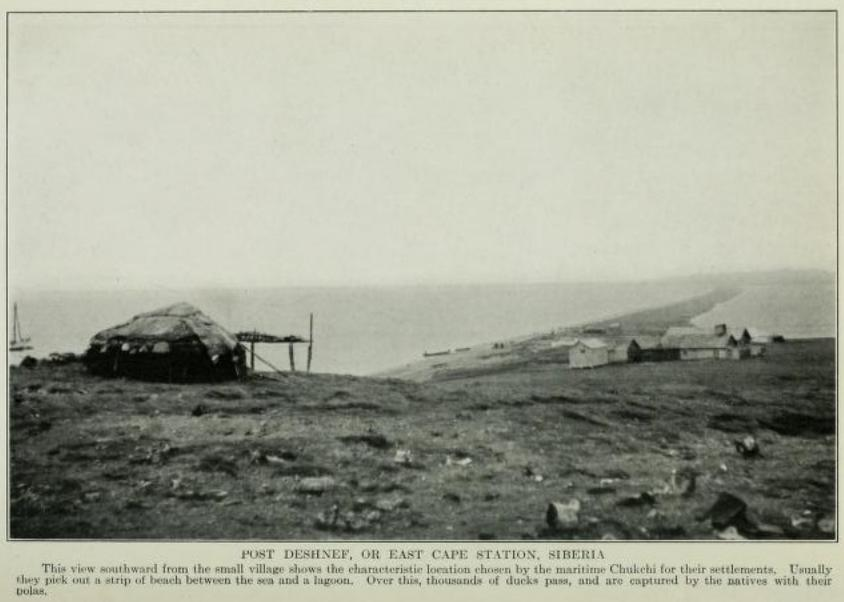